# Banque Charles Renauld
Pour les articles homonymes, voir Renauld.
La Banque Charles Renauld est un bâtiment remarquable construit entre 1908 et 1910, situé au centre de Nancy. C'est, depuis 1985, une agence BNP Paribas.

## Situation
Elle est située à l'angle de la rue Chanzy (no 9) et de la rue Saint-Jean (no 58), à environ 250 mètres à l'est de la gare de Nancy.

## Histoire
Charles Renauld, financier originaire de Rambervillers, beau-frère d'Antonin Daum, devient en 1881 copropriétaire d’une banque fondée en 1871. En juillet 1907, il décide d'abandonner ses locaux du 21 rue Saint-Dizier pour un immeuble entièrement neuf, construit dans le style Art nouveau.
Ses architectes sont Émile André et Paul Charbonnier. La ferronnerie et le mobilier ont été réalisés par Louis Majorelle, et les verrières par Jacques Grüber.

## Classement
Ses intérieurs ont été inscrits aux monuments historiques par un arrêté du 4 mai 1994, puis ses façades et toitures classées par un arrêté du 28 novembre 1996.

## Galerie

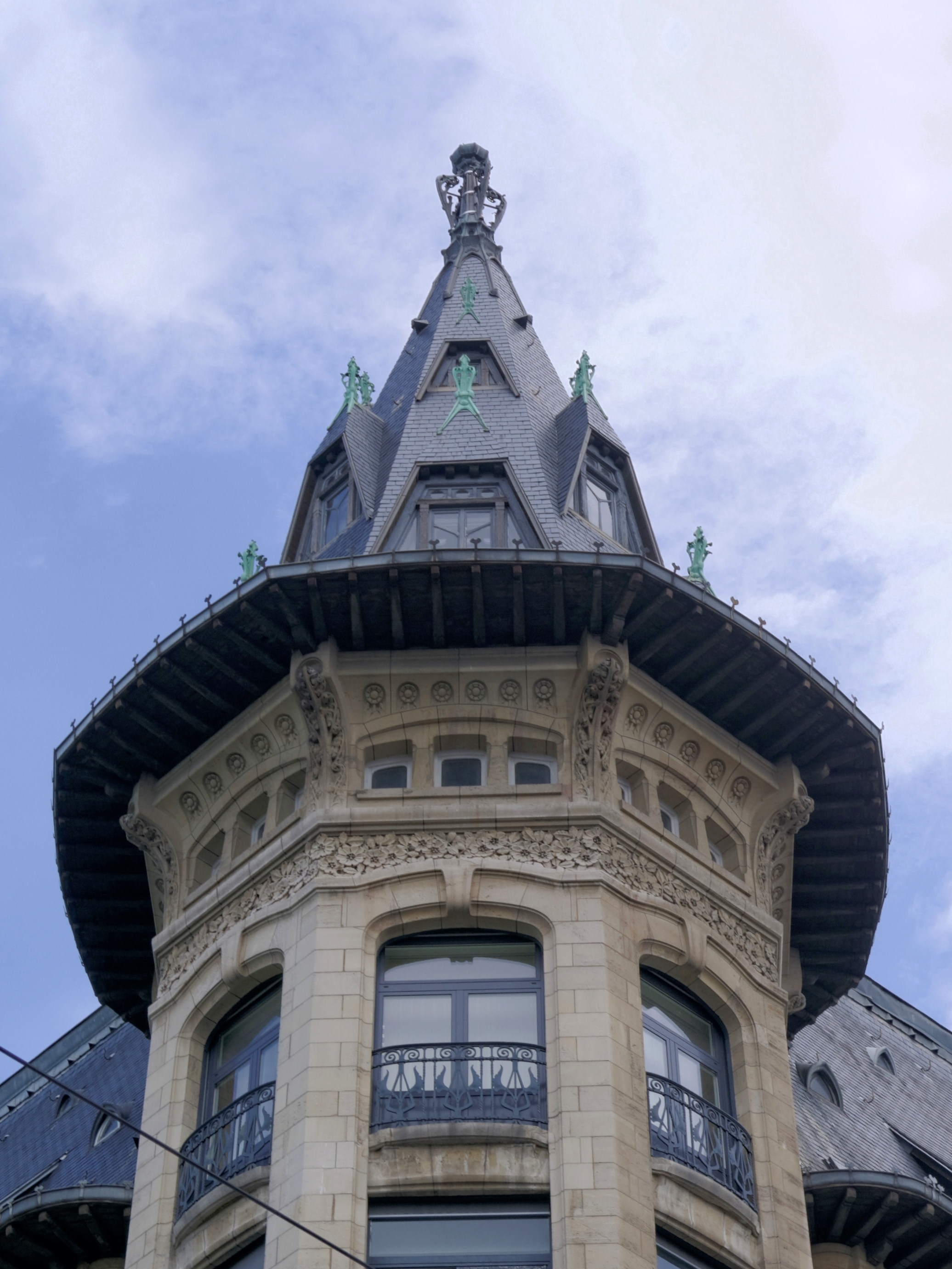
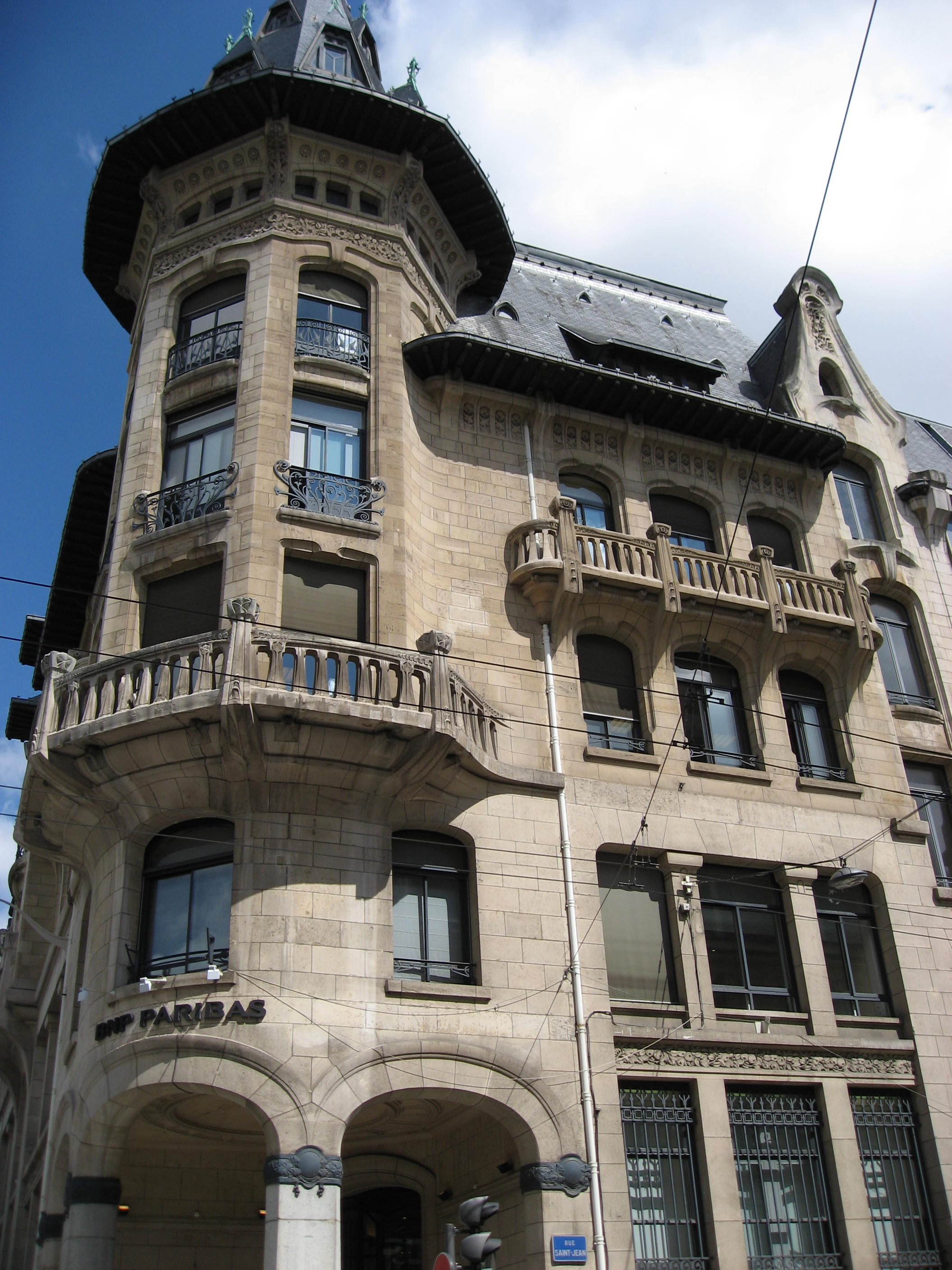
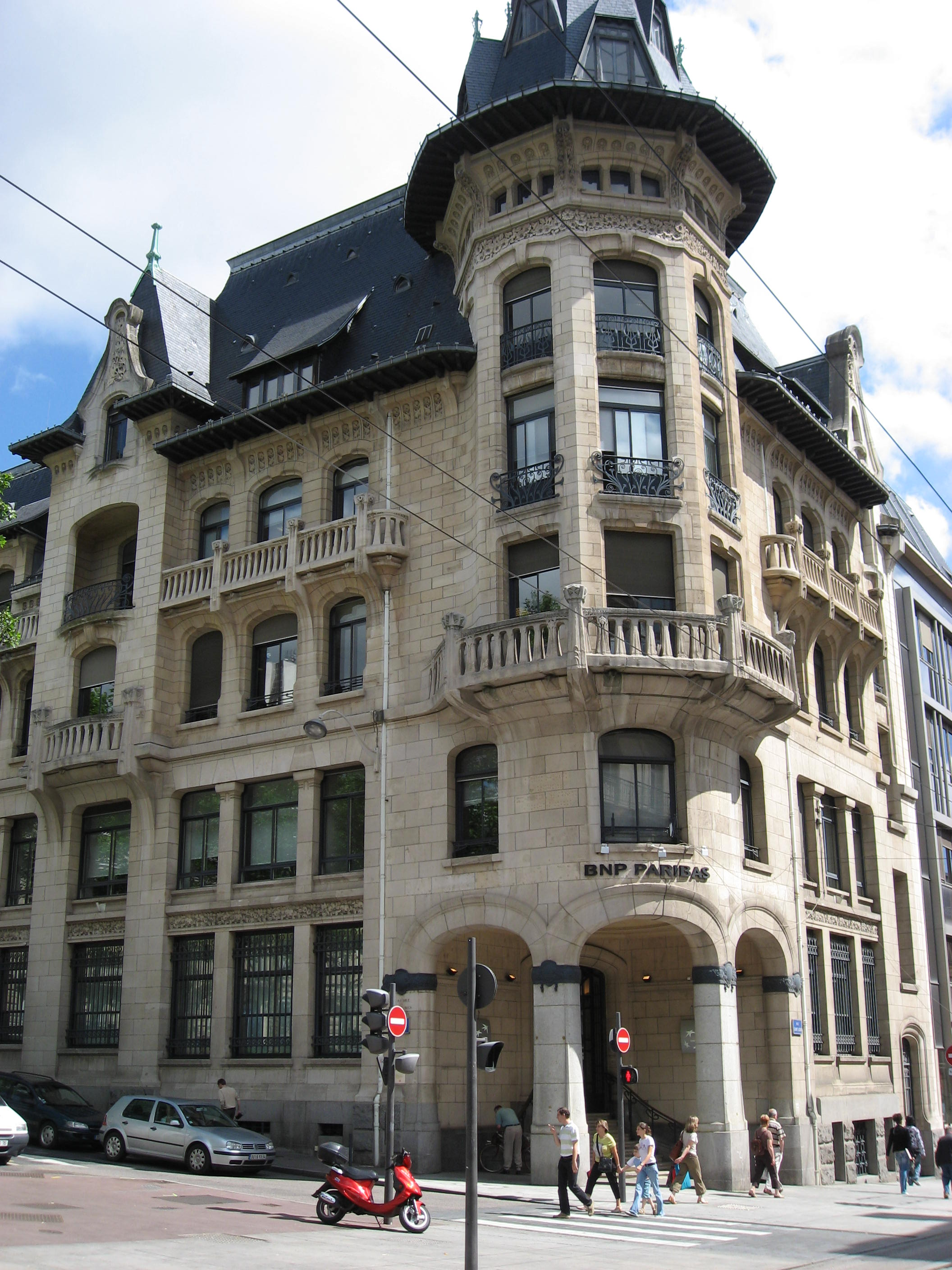